# Діелектричний килимок
Килимок діелектричний — гумовий виріб, який застосовується як додатковий захисний засіб у закритих електроустановках напругою до і понад 1000В, крім особливо сирих приміщень, і у відкритих електроустановках у суху погоду.

## Технічні характеристики
Обов'язкові технічні вимоги до діелектричних килимків:
- Витримують випробувальну напругу 20 кВ змінного струму частотою 50Гц;
- Допустима максимальна щільність струму витоку не більше 160 мА/м2
- Електрична міцність гуми для килима не менше 10 кВ / мм;
- Термін зберігання — 3 роки;
- Підлягають огляду 1 раз на рік.